# Famille de Pardaillan de Gondrin
La famille de Pardaillan de Gondrin est une famille de l'Ancien Régime, originaire de Gascogne, et éteinte de nos jours.

## Personnalités
Attestée depuis Pons de Pardaillan (fl. au XIe siècle, teste en 1074), cette maison féodale possédait les terres de Pardaillan et de Gondrin.[réf. nécessaire]
Pardaillan resta dans la branche issue de Jean, fils d'Odet Ier : branche qui hérita de la vicomté de Juillac par le mariage de Bernard, fils dudit Jean, avec l'héritière Ciboye de Malvin de Juliac  , et qui se fondit ensuite dans les Armagnac-Fézensaguet par le mariage en 1347 de l'héritière Esclarmonde de Pardaillan, fille de Bernard et petite-fille dudit Jean, avec le vicomte Roger de Fézensaguet, fils du vicomte Gaston de Fézensaguet et petit-fils du comte Géraud VI .  
Tandis que Gondrin alla à la branche issue d'Odet II (autre fils d'Odet Ier et frère dudit Jean), branche qui agrandit ses possessions : en acquérant la terre de Castillon par le mariage de Bertrand de Pardaillan de Gondrin (mineur en 1417, teste en 1483 ; ses parents Odet V et Anne de Galard de Terraube avaient convolé en 1380 : cf. La Chesnaye avec l'héritière de cette vicomté, Bourguine de Castillon ; en obtenant Montespan par l'union en 1521 d'Antoine de Pardaillan de Gondrin (v. 1496-1572) avec Paule d'Espagne-Montespan († av. 1531 ; issue d'une branche cadette des Comminges-Couserans) ; et en héritant d'Antin par les noces en 1581 de leur fils Hector de Pardaillan de Gondrin avec Jeanne d'Antin.  
Antoine-Arnaud de Pardaillan de Gondrin (1562-1624), fils aîné d'Hector et Jeanne d'Antin ci-dessus, maréchal de camp, gouverneur de l'Agenais et du Condomois, prit pour femme Paule de Saint-Lary de Bellegarde, sœur de Roger II, duc de Bellegarde, et nièce du maréchal Roger Ier de Bellegarde-Saluces, d'où de nombreux enfants, dont : 
- Louis-Henri de Pardaillan de Gondrin, archevêque de Sens, fils du précédent,
- Anne de Pardaillan de Gondrin, femme d'Henri II d'Albret-Miossens et mère du maréchal César-Phébus
- et, entre autres enfants, Roger-Hector de Pardaillan de Gondrin, marquis d'Antin, père du suivant :

Louis-Henri de Pardaillan de Gondrin, marquis de Montespan (1640-1691), fils de Roger-Hector de Pardaillan († ~1661, ci-dessus) et de Christine Zamet dame d'Épernon ; neveu de l'archevêque Louis-Henri ci-dessus et petit-fils dudit Antoine-Arnaud ; époux de Madame de Montespan, née de Rochechouart de Mortemart, favorite de Louis XIV (dont, entre autres enfants légitimés de France : Louis-Alexandre comte de Toulouse ci-dessous), d'où : Marie-Christine de Pardaillan de Gondrin (1663-1675), et :
- Louis-Antoine de Pardaillan de Gondrin, Ier duc d'Antin (1665-1736), fils de M. et Mme de Montespan, marquis de Bellegarde, de Montespan et de Gondrin, baron de Langon, seigneur d'Oiron et de Petit-Bourg, directeur des Bâtiments du roi, x Julie-Françoise de Crussol d'Uzès, fille d'Emmanuel II, duc d'Uzès et de Marie-Julie de Sainte-Maure, et petite-fille du duc de Montausier
  - Louis de Pardaillan marquis de Gondrin (1688/1689-1712), fils prédécédé du duc d'Antin, x Marie-Victoire de Noailles (une des nombreux enfants d'Anne-Jules duc de Noailles ; remariée veuve à Louis-Alexandre de Bourbon, comte de Toulouse, fils cadet de Louis XIV et de Madame de Montespan), dont :
    - Louis de Pardaillan de Gondrin (1707-1743), 2e duc d'Antin x Françoise-Gillonne de Montmorency-Luxembourg
      - Louis de Pardaillan de Gondrin (15 février 1727-13 septembre 1757), 3e et dernier duc d'Antin
      - Julie Sophie Gillette de Pardaillan de Gondrin (1er octobre 1725-1797), dernière abbesse de Fontevraud (1765–1792)
      - Marie-Françoise de Pardaillan de Gondrin (née le 13 août 1728) x François Emery de Durfort, comte de Civrac : postérité
      - Julie Magdeleine Victoire de Pardaillan de Gondrin (20 mars 1731-13 septembre 1799), x François-Emmanuel de Crussol, duc d'Uzès : postérité

    - Antoine-François de Pardaillan de Gondrin, marquis d'Antin, vice-amiral de la flotte du Ponant

  - Pierre de Pardaillan de Gondrin (1692-1733), fils du Ier duc d'Antin, évêque de Langres, membre de l'Académie des inscriptions et belles-lettres et de l'Académie française

## Généalogie des Pardaillan de Gondrin d'après La Chesnaye des Bois (XVIIIes.)
(Source :)
- Bernard, seigneur de Pardaillan (Pardailhan à Beaucaire, Gers) et de Gondrin. Il accompagne le roi Louis IX au siège de Tunis en 1270.
- Odet Ier de Pardaillan, son fils.
- Odet II de Pardaillan, son fils. Seigneur de Pardaillan, de Gondrin et de la Motte. Il fait hommage de la seigneurie de Gondrin au comte d'Armagnac, en 1328.
- Hugues Ier de Pardaillan de Gondrin, son fils.
- Odet III de Pardaillan de Gondrin, son fils
- Odet IV de Pardaillan de Gondrin, son fils. Il n'eut pas d'enfant de son mariage avec Jeanne d'Auxion.
- Hugues II de Pardaillan, seigneur de Gondrin, fils de Hugues Ier de Pardaillan.
- Odet V de Pardaillan, fils de Hugues II de Pardaillan. Odet IV de Pardaillan en fit son héritier. Il n'eut pas d'enfant de son premier mariage avec Agnès de Castillon. Remarié en 1380 avec Anne de Gouellard, il eut trois enfants.
- Bertrand de Pardaillan, seigneur de Gondrin et de La Motte. Marié à Bourguine de Castillon, fille unique et héritière de Paul, vicomte de Castillon en Médoc. Ils eurent :
  - Pons dit Poncet de Pardaillan de Gondrin, qui suit,
  - Pons de Pardaillan, auteur de la branche de La Motte-Gondrin,
  - Amanieu de Pardaillan-Gondrin, seigneur de Caumort et d'Ardenx. Il est l'auteur de la branche de Pardaillan de Caumort. Marié à Agnès de Lau, dame de Lin et d'Averon.
  - Bourguine de Pardaillan de Gondrin, mariée en 1471 à Jean de Vilhere seigneur de Lagraulas et de Mouchau.
  - Clairmontine de Paraillan de Gondrin, mariée à Jean de Corneillan Vernede, seigneur d'Arblade-Comtal.
- Pons, dit Poncet de Pardaillan et de Castillon, seigneur de Gondrin (mort en 1451).
- Jean Ier de Pardaillan de Gondrin, vicomte de Castillon.
- Arnaud de Pardaillan, baron de Gondrin, seigneur de Bruck, Justian, Rocques et Gouft. Il commanda 4000 Gascons et 1000 chevaux que le roi Louis XII envoya en 1514 à Jean d'Albret, roi de Navarre, pour combattre les Espagnols. En 1517, François Ier l'envoie au roi de Danemark avec un secours de 2 000 hommes.
- Antoine de Pardaillan, baron de Gondrin et de Montespan. Il épousa en 1521 Paule d'Espagne, dame de Montespan.
- Hector de Pardaillan, seigneur de Montespan et de Gondrin, (1531-1611). Marié à Jeanne d'Antin. Ils ont pour enfants :

- Antoine-Arnaud de Pardaillan, qui suit,
- Nicolas, mort jeune,
- Aule, première femme de Louis de Voisins.
- Antoine Arnaud de Pardaillan de Gondrin, marquis d'Antin et de Montespan (1562-1624). Marié d'abord à Marie du Maine, fille unique de Jean d'Escandillac, puis à Paule de Saint-Lary de Bellegarde, fille de Jean de Saint-Lary, seigneur de Termes. Du premier mariage sont nées deux filles :
  - Anne de Pardaillan, dame d'Escandillac. Mariée à Henri d'Albret, sire de Pons, baron de Miossans : parents du maréchal César-Phébus,
  - Jeanne de Pardaillan, mariée à Henri-Gaston de Foix, comte de Rabat et de Maffat.

Du second mariage sont nés :
- - Hector, mort au berceau,
  - Jean-Antoine-Arnaud de Pardaillan, né en 1602, trépassé le 21/03/1687 marquis de Montespan et de Bellegarde. Il fut élevé par son oncle, Roger duc de Bellegarde (lui-même neveu de Roger). Marié le 14/10/1643 à Anne-Marie de Saint-Lary, trépassée en 1715, fille de César-Auguste de Saint-Lary, baron de Termes. Sans enfant.
  - Roger Hector de Pardaillan, qui suit,
  - César-Auguste de Pardaillan, marquis de Thermes, marié à Françoise du Faur, d’où 3 enfants :
    - Roger, marquis de Termes, trépassé le 02/03/1704, marié le 28/04/1658 à Marie Châtelain, sœur de Claude Châtelain, d’où 1 fille, religieuse.
    - Jean-Louis, mort en 1704.
    - Paule mariée à Jean-Baptiste, marquis de Cardaillac-Lacapelle.

  - Henri, mort au berceau,
  - Jean Louis de Pardaillan, comte de Cere,
  - Louis Henri de Pardaillan de Gondrin (1620-1674), archevêque de Sens en 1646,
  - Anne de Pardaillan, chevalier de Malte, mort jeune
  - Antoine de Pardaillan, mort jeune,
  - Marie Claire de Pardaillan, mariée à Pierre Bouchard d'Esparbez de Lussan, marquis d'Aubeterre,
  - Louise Octavie de Pardaillan, baronne de Roquefort, morte en 1690
  - Anne Corisante de Pardaillan, abbesse de Notre-Dame-des-Près près de Troyes,
  - Angélique de Pardaillan, religieuse.
- Roger Hector de Pardaillan de Gondrin, marquis d'Antin. Marié à Marie-Christine Zamet, fille unique et héritière de Jean Zamet et de Jeanne de Goth, dame de Rouillac, fille de Jacques de Goth et d'Hélène de Nogaret, sœur de Jean Louis de Nogaret de La Valette qui apporta les droits sur le duché d'Épernon. Ils eurent les enfants :
  - Louis Henri de Pardaillan de Gondrin, qui suit,
  - Henri de Pardaillan de Gondrin, marquis d'Antin (mort au cours d'un duel en 1663),
  - Just de Pardaillan, mort jeune à la guerre,
  - N. de Pardaillan, dit le chevalier de Gondrin, mort au siège de Mardick.
- Louis Henri de Pardaillan de Gondrin : marquis de Montespan. Marié en 1663 à Françoise Athénaïs de Rochechouart de Mortemart. Ils eurent deux enfants
- Marie-Christine de Pardaillan, qui meurt à 12 ans.
- Louis Antoine de Pardaillan de Gondrin, premier duc d'Antin, Pair de France, seigneur des duchés d'Épernon et de Bellegarde, marquis de Montespan, de Gondrin et de Mézière. Marié à Julie Françoise de Crussol, fille d'Emmanuel de Crussol, duc d'Uzès. Ils eurent pour enfants :
  - Louis de Pardaillan de Gondrin, qui suit,
  - Marie Louis, mort mousquetaire du roi, en 1707,
  - Gabriel François Balthazard de Pardaillan de Gondrin, dit le marquis de Bellegarde, frère jumeau du précédent, chevalier de Malte puis capitaine de vaisseau,
  - Pierre de Pardaillan de Gondrin, membre de l'Académie Française, évêque-duc de Langres.
- Louis de Pardaillan de Gondrin, brigadier des armées du roi. Mort à 23 ans à Versailles en 1712. Marié en 1707 à Victoire Sophie de Noailles, fille d'Anne-Jules, duc de Noailles. Elle se remaria avec Louis Alexandre de Bourbon, comte de Toulouse, fils légitimé de Louis XIV. Ils eurent :
  - Louis de Pardaillan de Gondrin, qui suit,
  - Antoine François de Pardaillan (1709-1741), marquis d'Antin, vice-amiral du Ponant, gouverneur de Basse et Haute Alsace. Marié en 1737 à Françoise-Renée de Carbonnel de Canisy (1727-1814) (elle se remaria en 1742 à Louis-Bufile de Brancas, comte de Forcalquier, mort en 1753).
  - Charles Hippolyte de Pardaillan, seigneur de Moncontour.
- Louis de Pardaillan de Gondrin, duc d'Antin, dit le duc d'Épernon, né en 1707, mort en 1743. Marié en 1722 à Françoise Gillone de Montmorency-Luxembourg.

De ce mariage est né :
- - Louis de Pardaillan de Gondrin, marquis de Gondrin. Né en 1727, mort sans alliance en Allemagne en 1757. Dernier duc d'Antin.